# 레부
레부(스페인어: Lebu)는 칠레 비오비오주 아라우코 현의 코무나이다.